# ألبرتو مارتينيز (لاعب كرة قدم)
ألبرتو مارتينيز (بالإسبانية: Alberto Nicolás Martínez)‏ هو لاعب كرة قدم أرجنتيني في مركز الوسط، ولد في 13 أغسطس 1990 في مورينو في الأرجنتين. لعب مع Club Atlético General Lamadrid ‏.

## وصلات خارجية
- ألبرتو مارتينيز (لاعب كرة قدم) على موقع قاعدة بيانات كرة القدم.إي يو (الإنجليزية)
- ألبرتو مارتينيز (لاعب كرة قدم) على موقع Soccerway.com (الإنجليزية)